# O Jorgense
O Jorgense foi um jornal, publicado na Ilha de São Jorge, Açores, Portugal.

## História
- 1871 — Este jornal quinzenal, propriedade de José Urbano de Andrade e direcção de Anselmo de Sousa Bettencourt e Silveira,[3] teve a sua primeira edição em 15 de Fevereiro de 1871 e  deixou de ser publicado em 15 de Novembro de 1879.[4] Os temas tratados pelo jornal eram, além das notícias, questões políticas e literárias.[1][2] Foi impresso na vila de Velas,  na tipografia "d'Andrade & Silveira".[3]

- 1880 - A 24 de Abril desse ano inicia-se uma nova série de publicações do jornal mas, com uma tiragem semanal. A duração do jornal foi curta pois deixou de ser publicado em 3 de Julho de 1880.[5]

- 1886 — Em 24 de Outubro de 1886 foi iniciada a publicação de uma nova série do jornal. Deixou de ser publicado no ano seguinte.[4] Os temas tratados pelo jornal nesta segunda série, eram além das notícias, questões políticas, agrícolas e comerciais[2][6]

- 1988 — Em Março de 1998 pela mão de António José Teixeira Soares saíu a lume nova edição com a designação O Jorgense 5.[7]

- 1997 — Frederico Maciel dá início a mais uma série do jornal, desta vez dedicado à cultura e com uma periodicidade trimestral.[8]